# Biserica reformată din Parhida

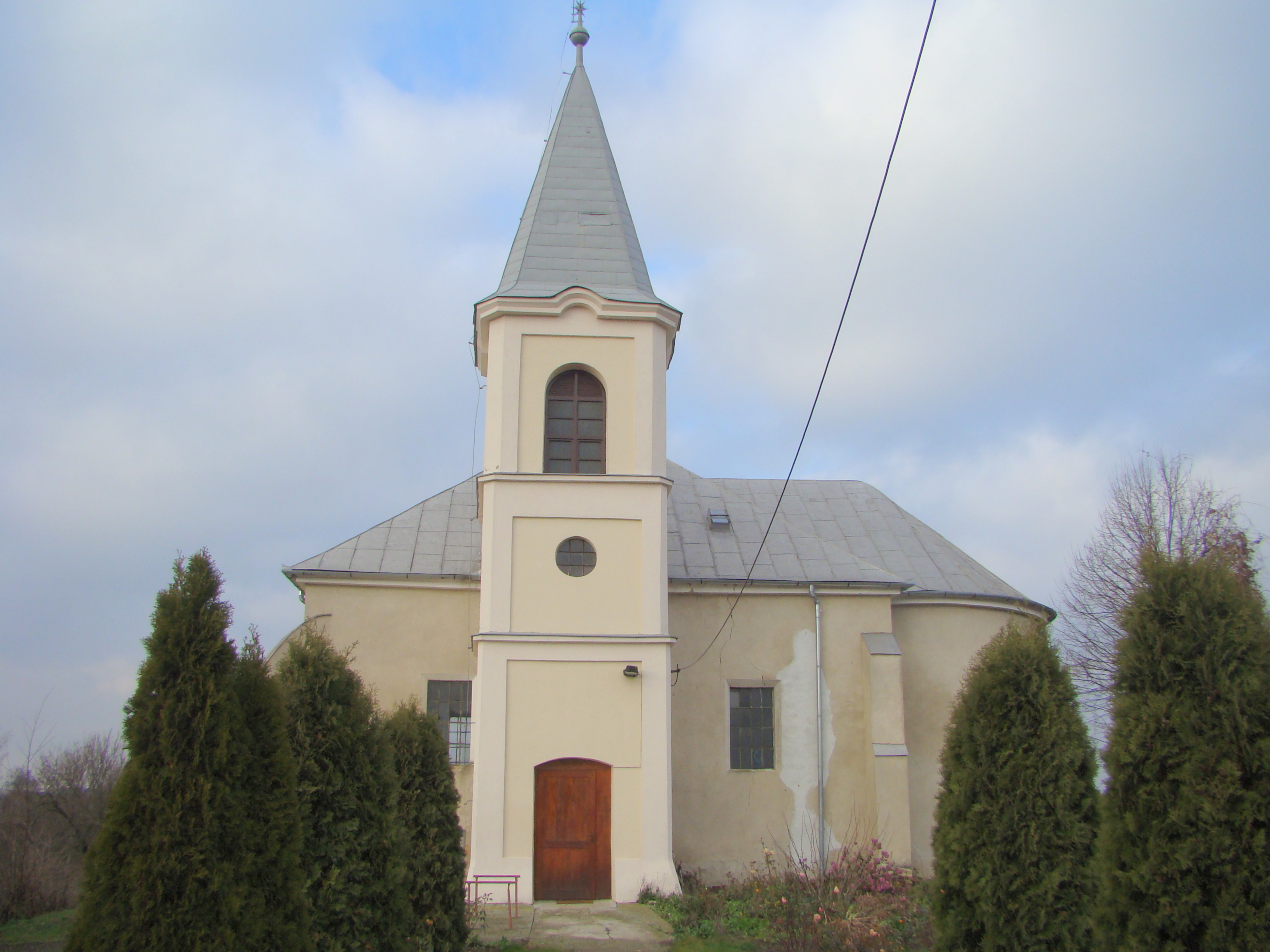
Biserica reformată din Parhida, comuna Tămășeu, județul Bihor, foto: decembrie 2017.

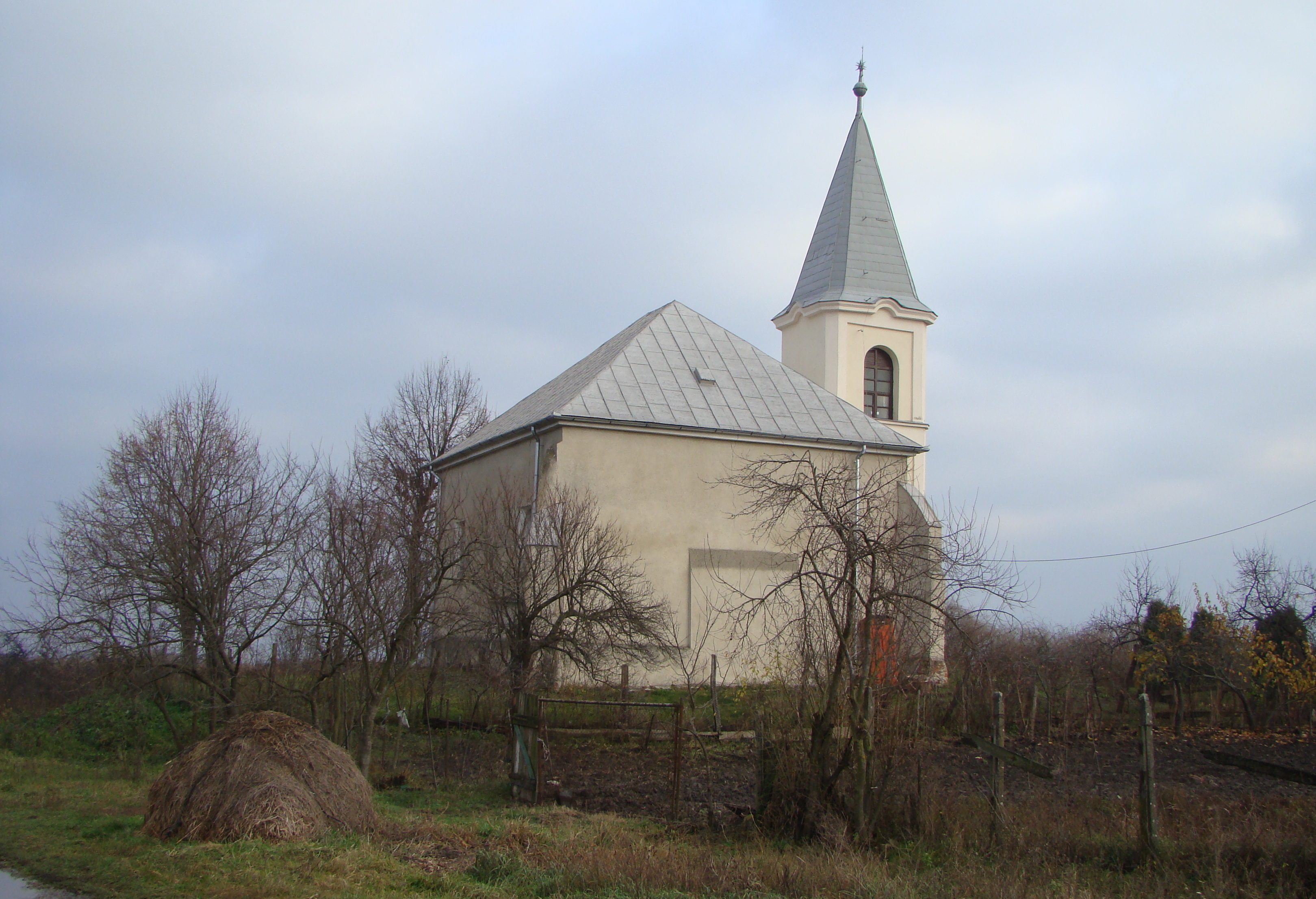
Biserica reformată din Parhida, comuna Tămășeu, județul Bihor (secolul XIII)

Biserica reformată din Parhida, comuna Tămășeu, județul Bihor, a fost construită în secolul XIII. Biserica se află pe noua listă a monumentelor istorice sub codul LMI:  BH-II-m-B-01183. 

## Istoric și trăsături
Localitatea, a cărei biserică se numără între monumentele arhitecturii medievale cu structuri mai simple, apare pentru prima dată în izvoarele scrise ale secolului al XIII-lea, sub denumirea de „Wodoz”. Ecclesia din Parhida a fost menționată prima dată în izvoarele scrise în anul 1216. Tot din acest secol provine și edificiul, compus dintr-o navă simplă și o absidă semicirculară. Biserica a suferit importante modificări încă din secolele XIV-XV. Din această perioadă provine arcul care desparte nava și corul, respectiv contraforții navei. Ferestrele romanice și gotice, respectiv poarta principală vestică, au fost zidite sau modificate. Un element arhitectonic special îl reprezintă nișa de la capătul estic al absidei în care inițial era plasat altarul. Acest element este unic în rândul monumentelor ecleziastice medievale din județul Bihor.

## Imagini din exterior

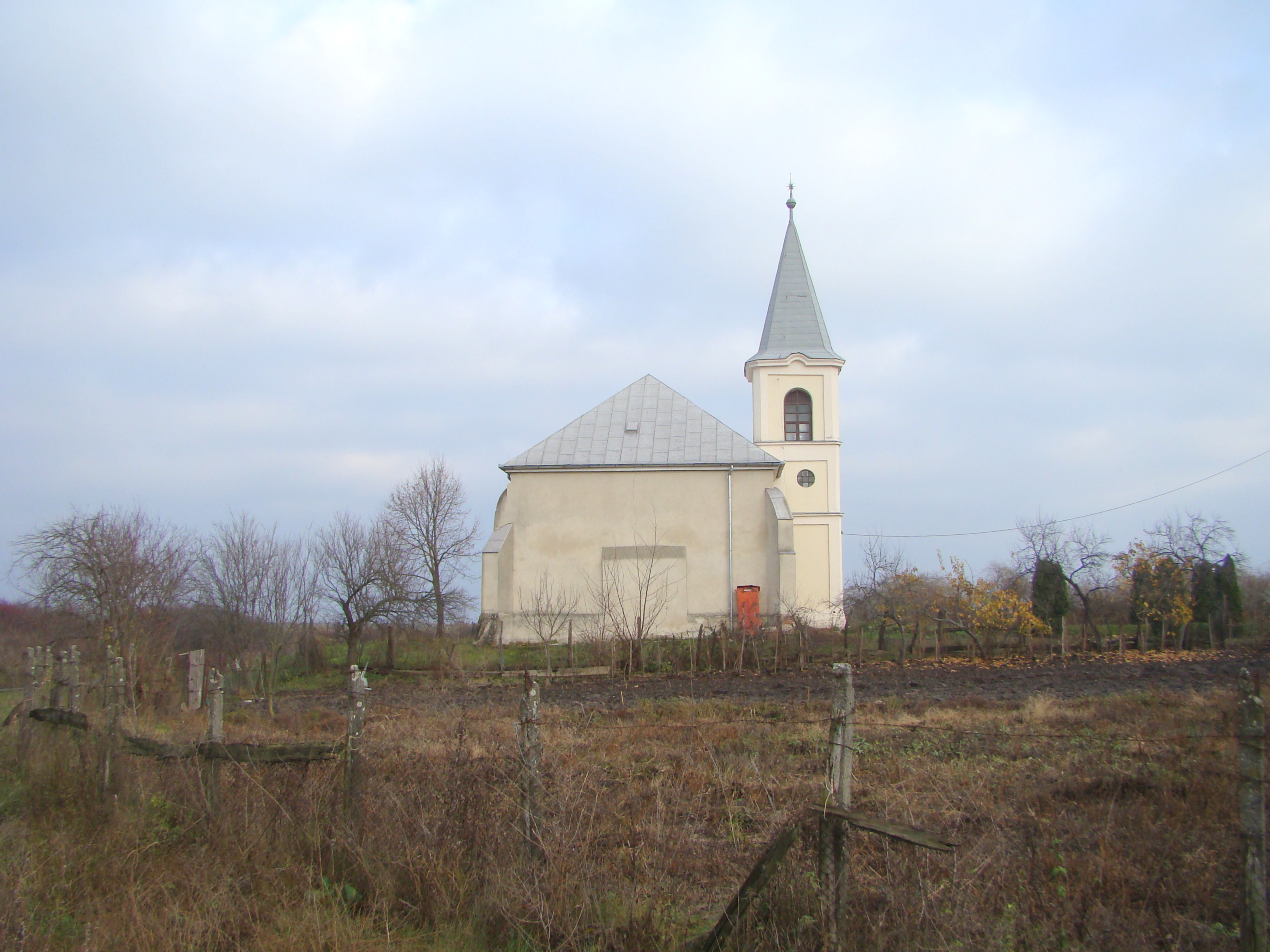
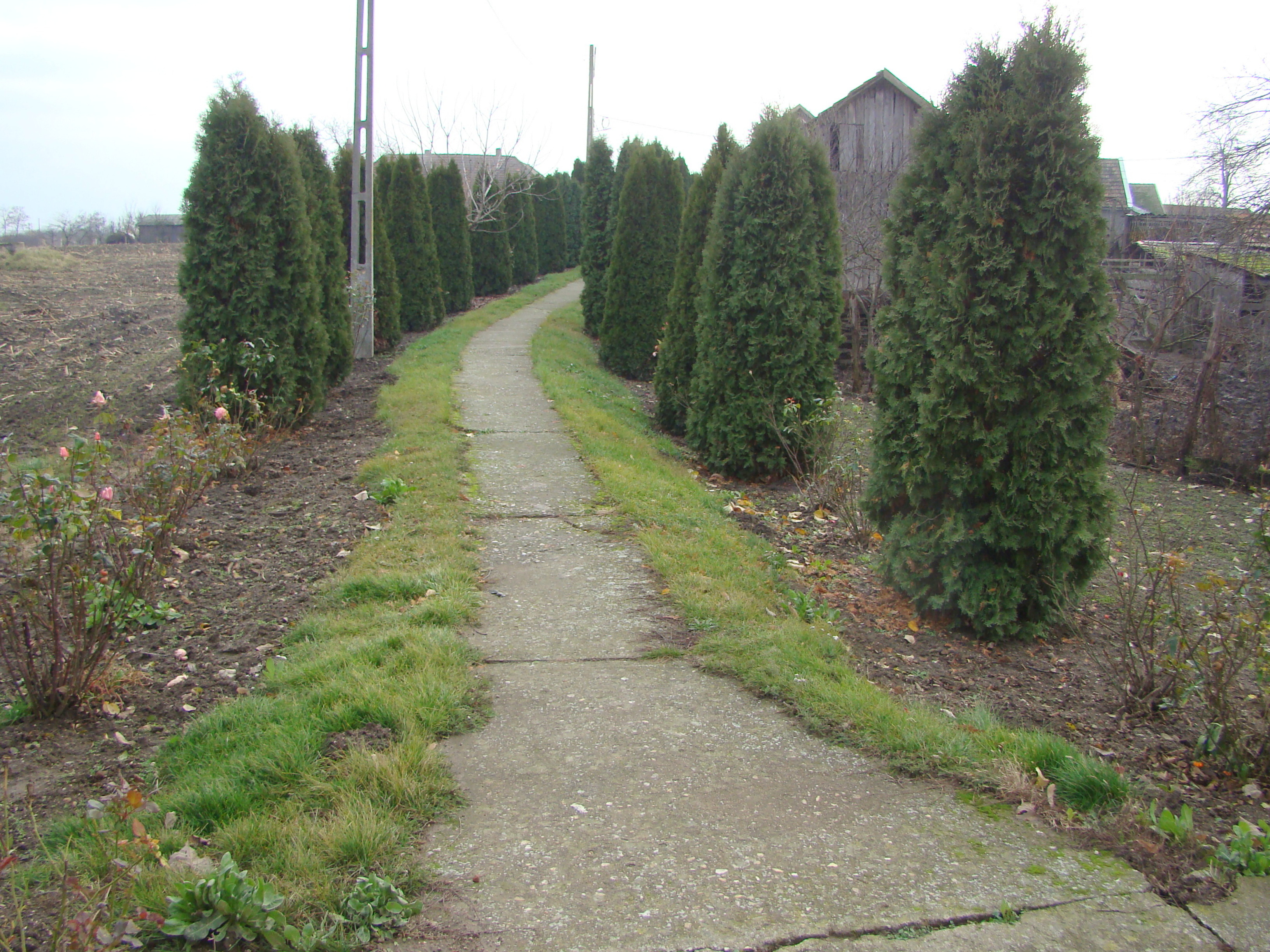
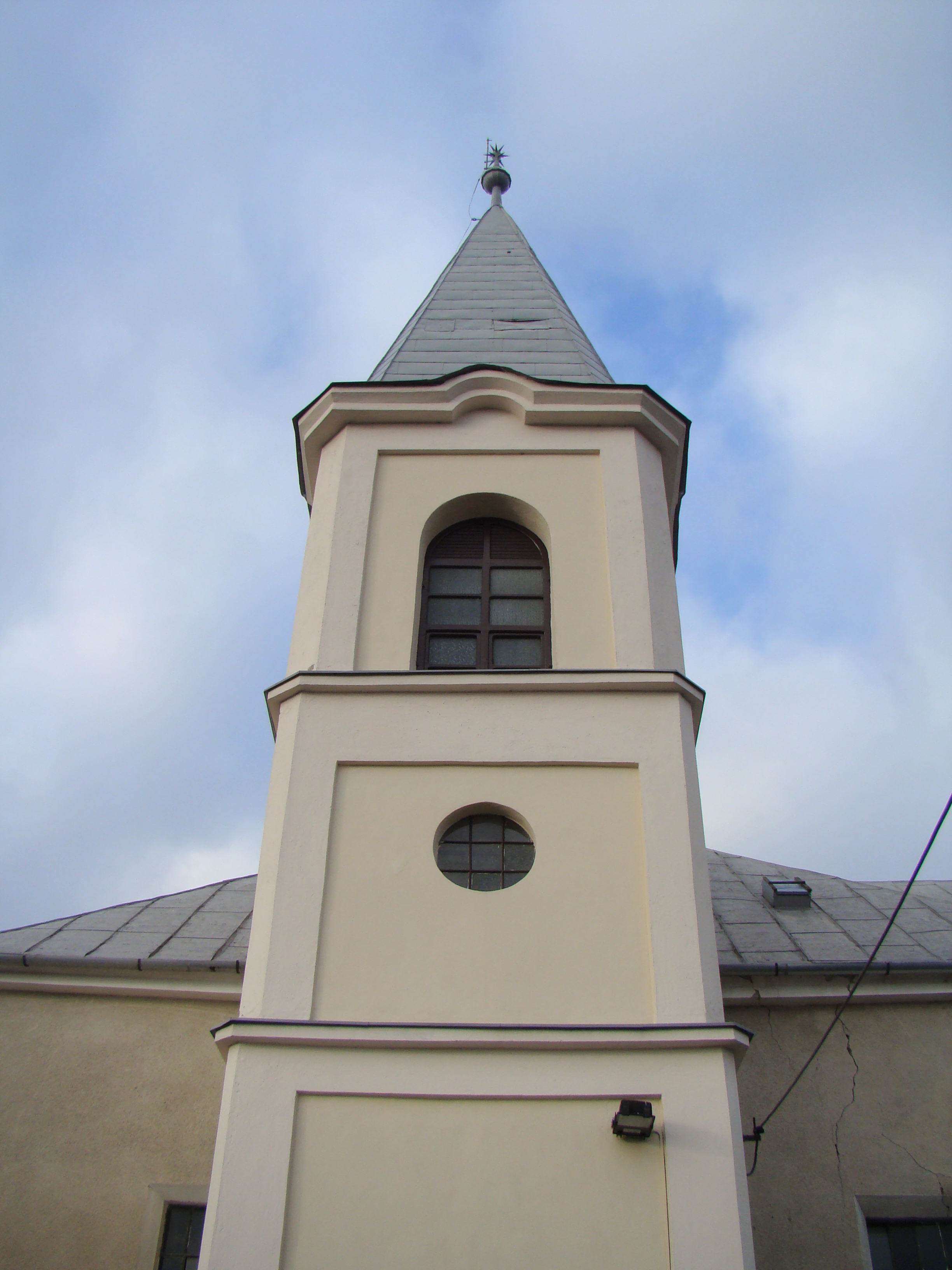
Turnul, adosat ulterior navei
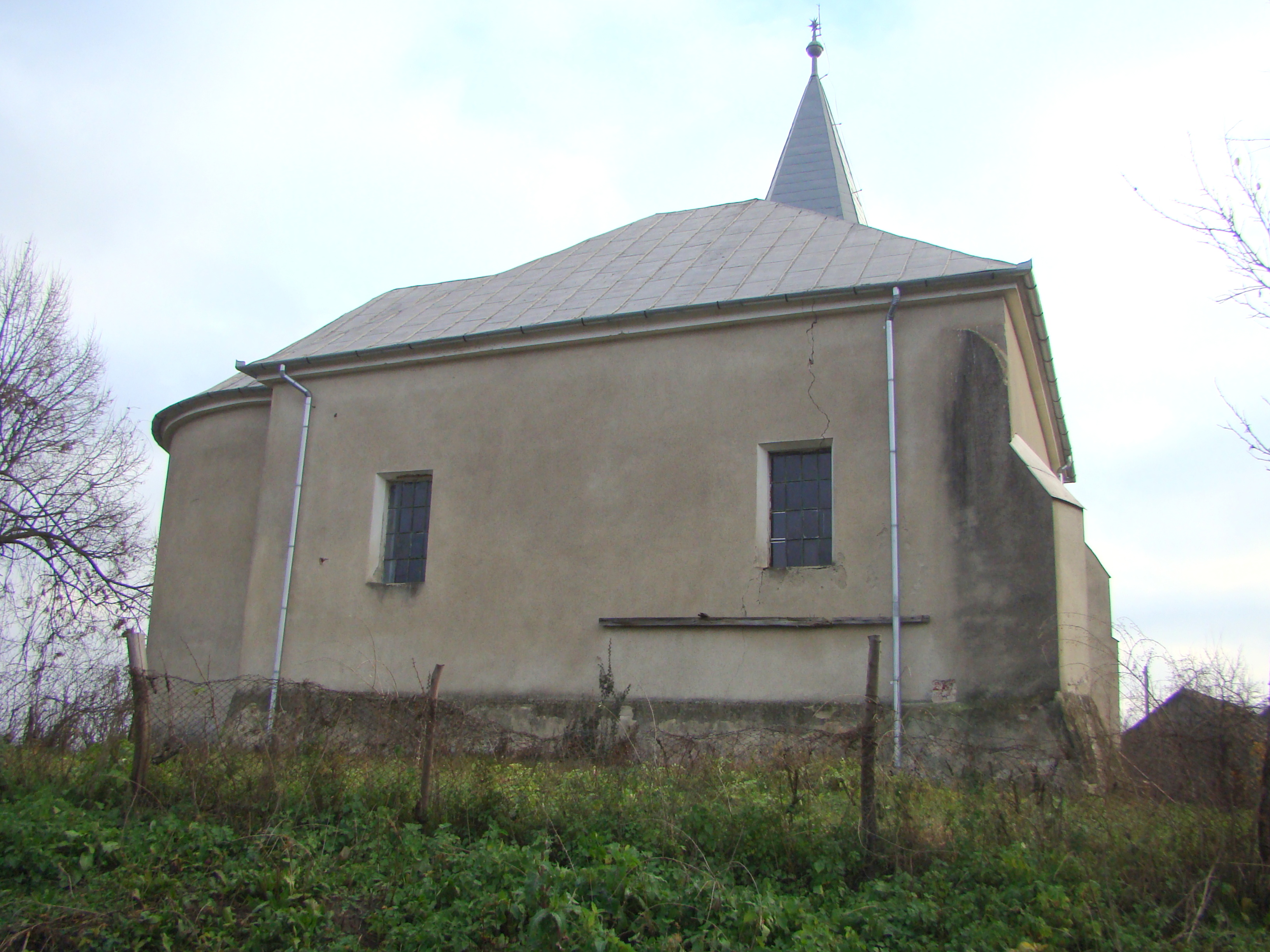
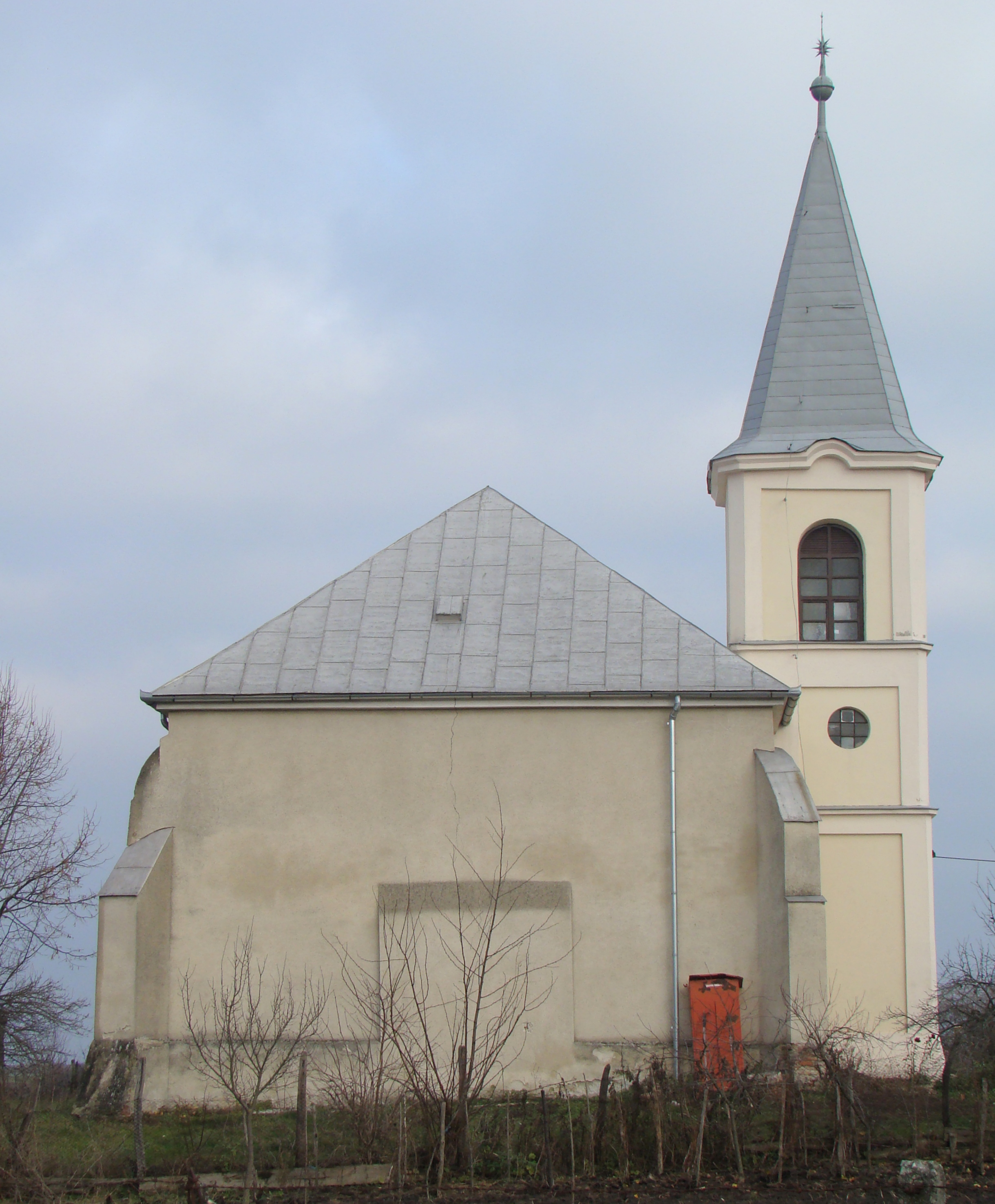
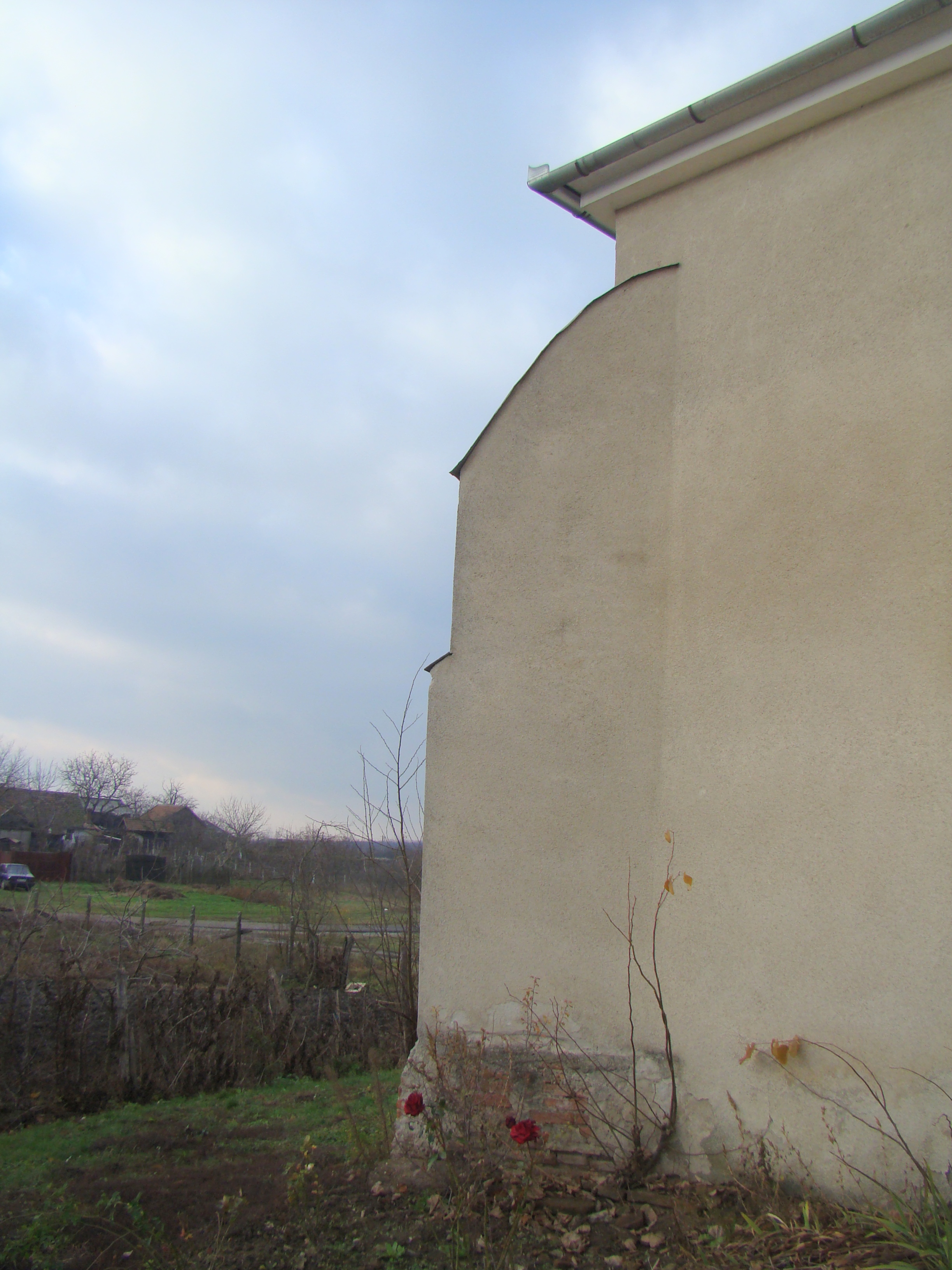
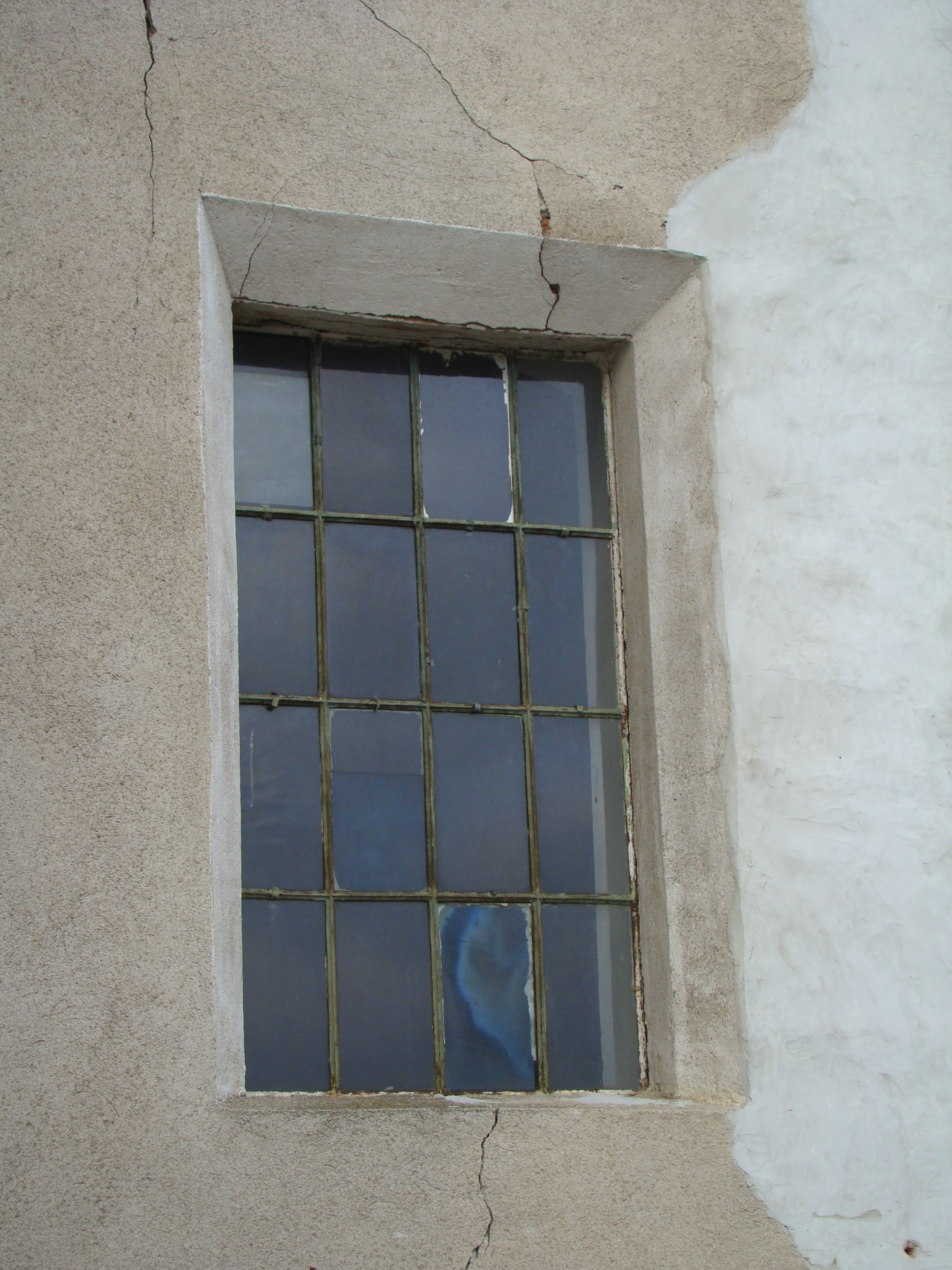
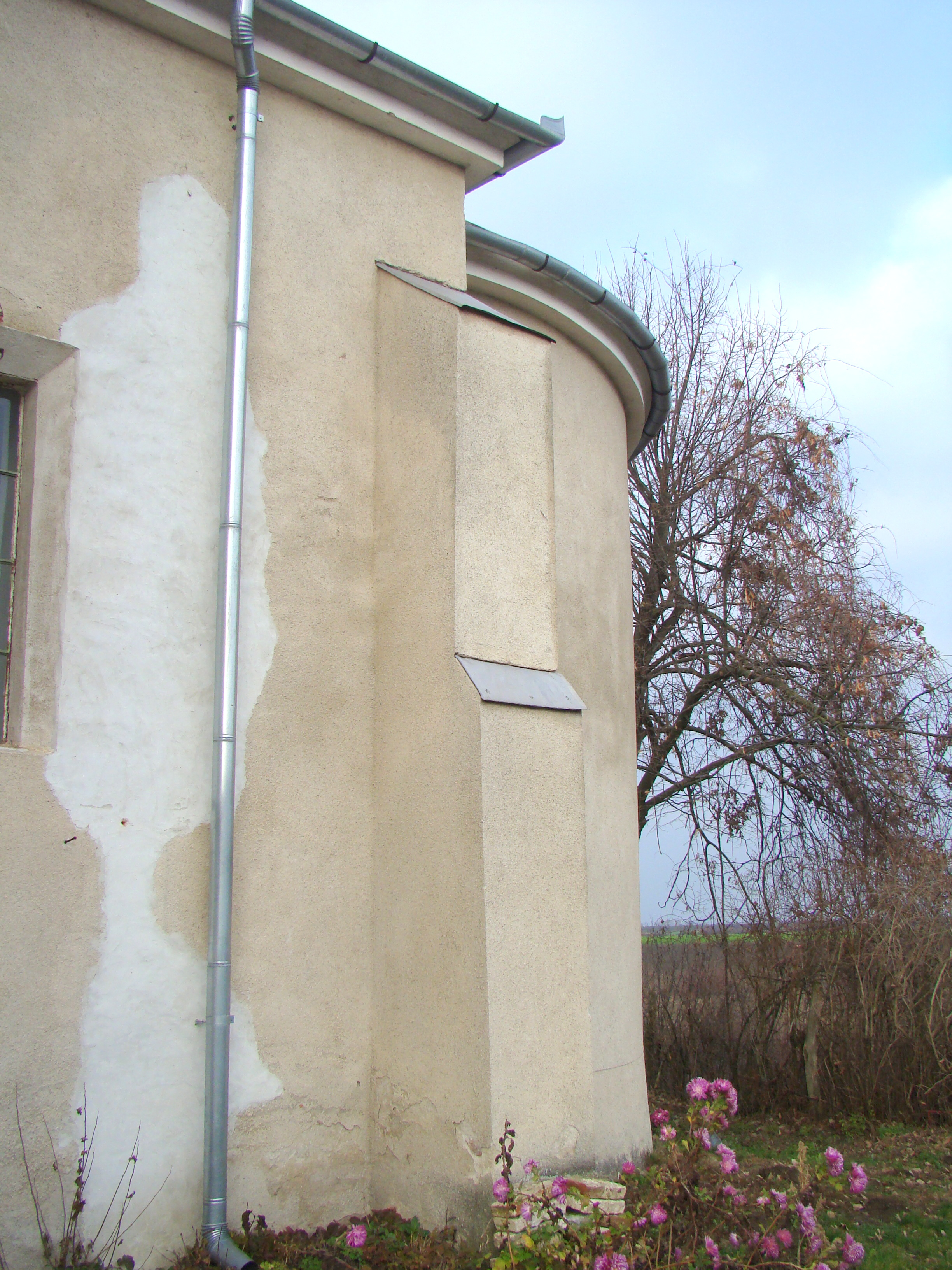
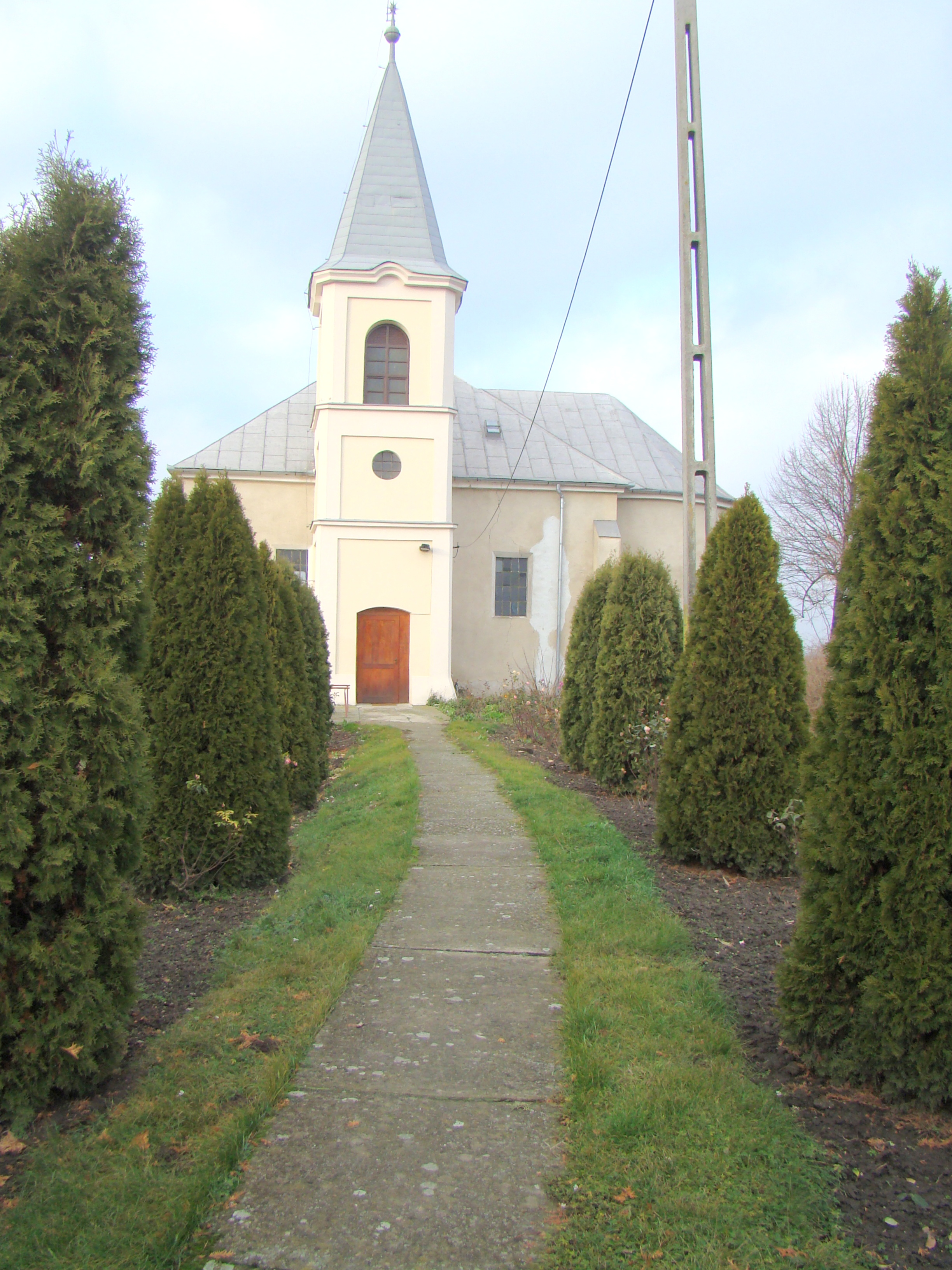
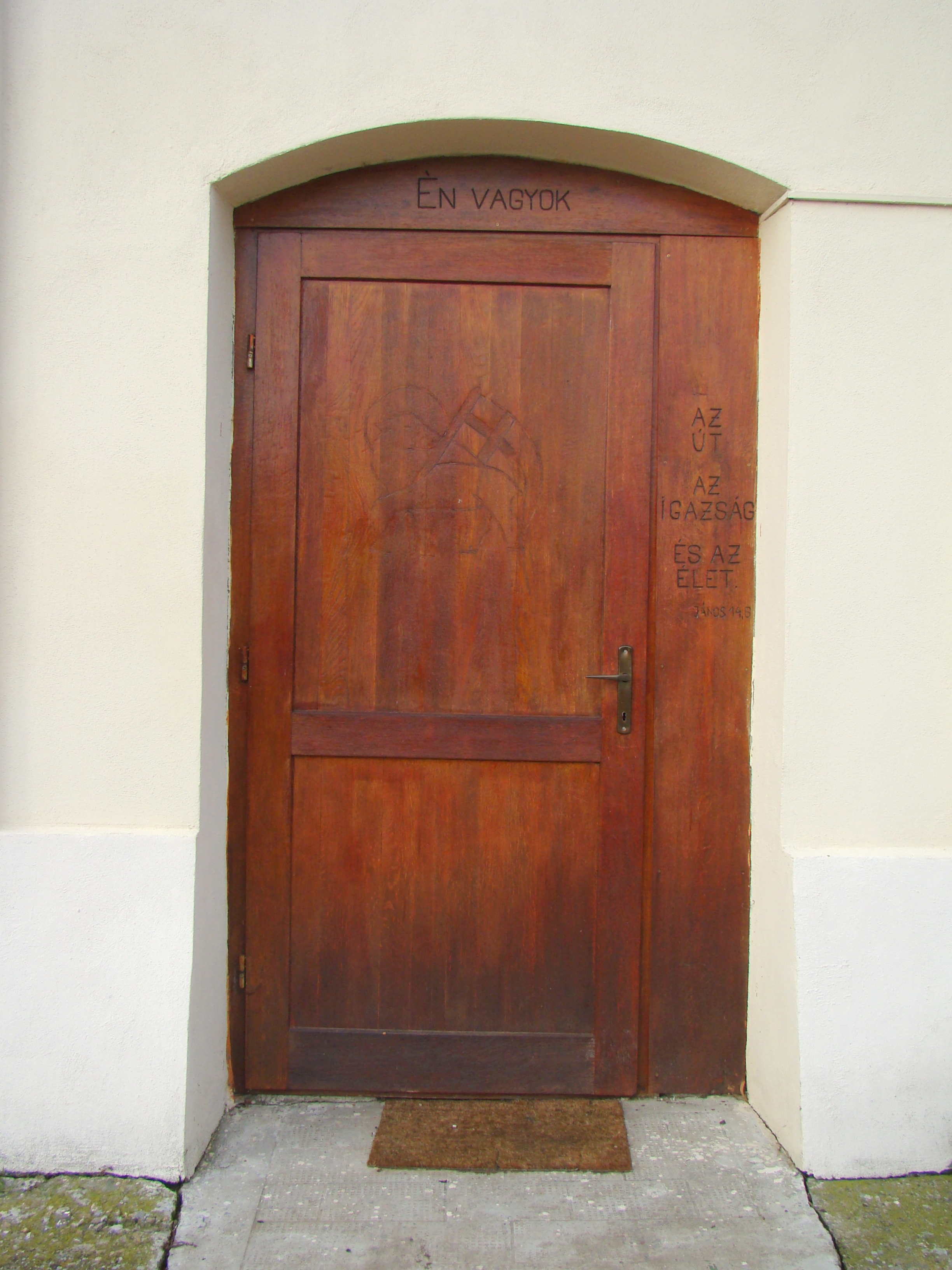
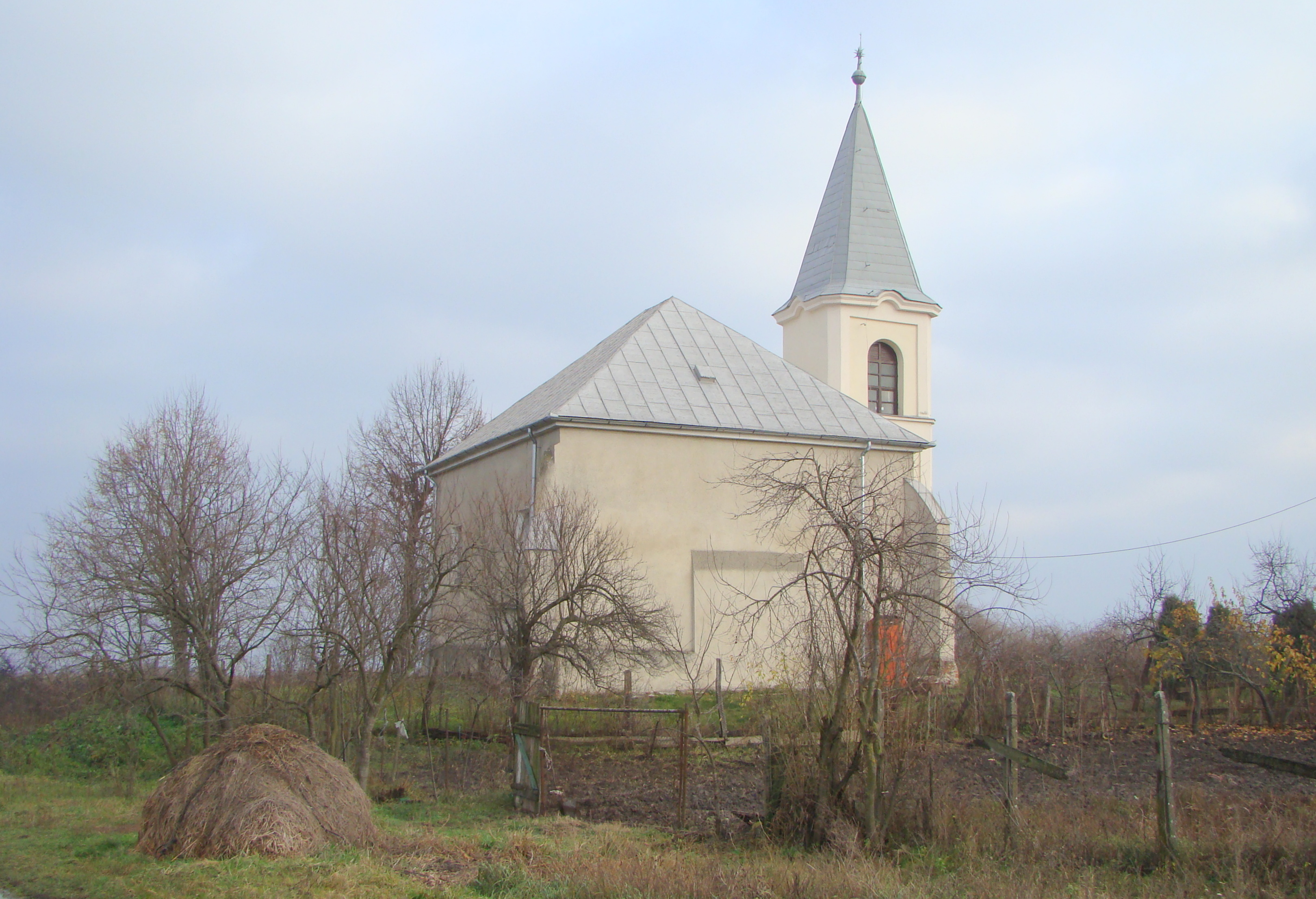

## Imagini din interior

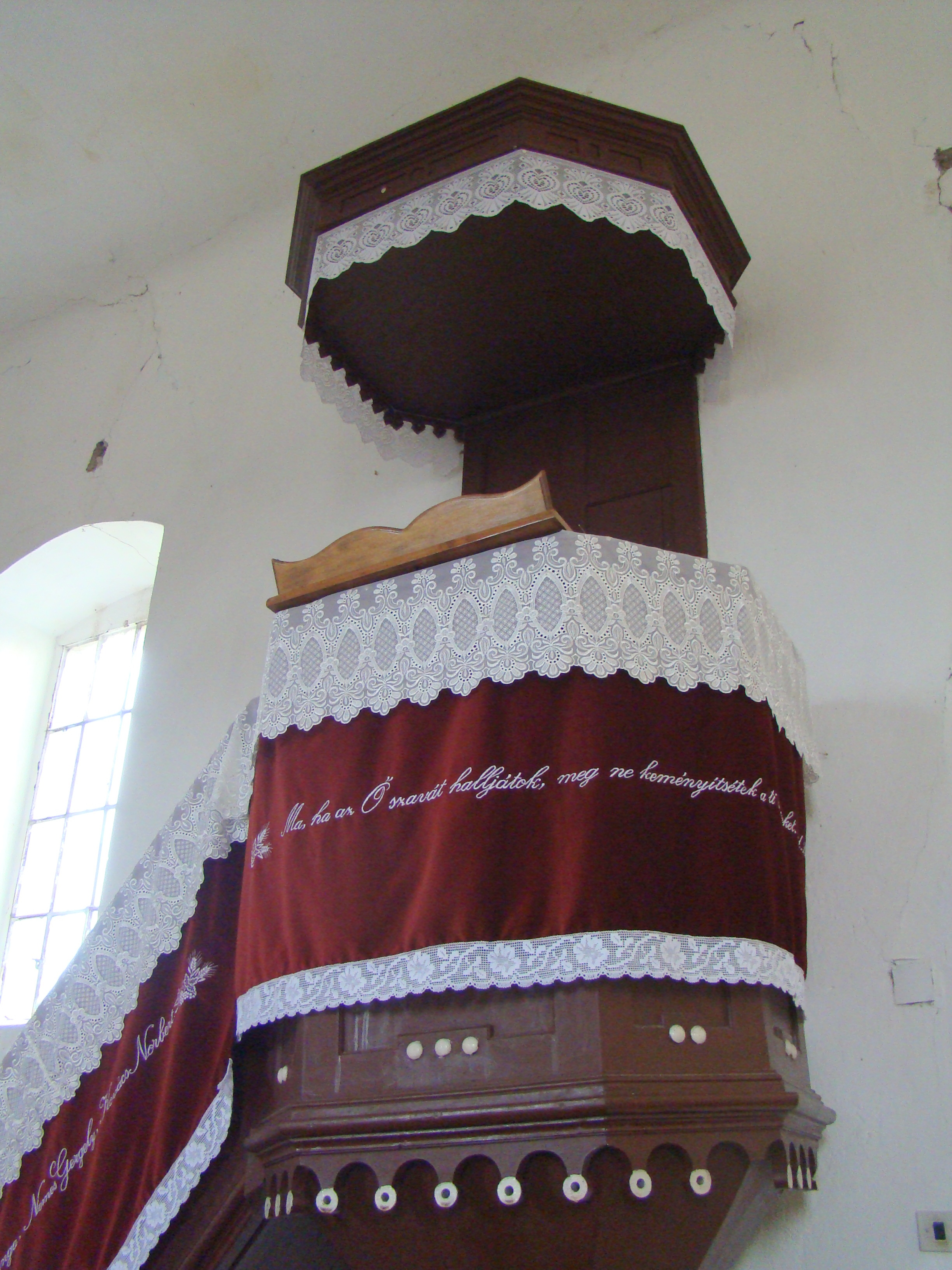
Amvonul
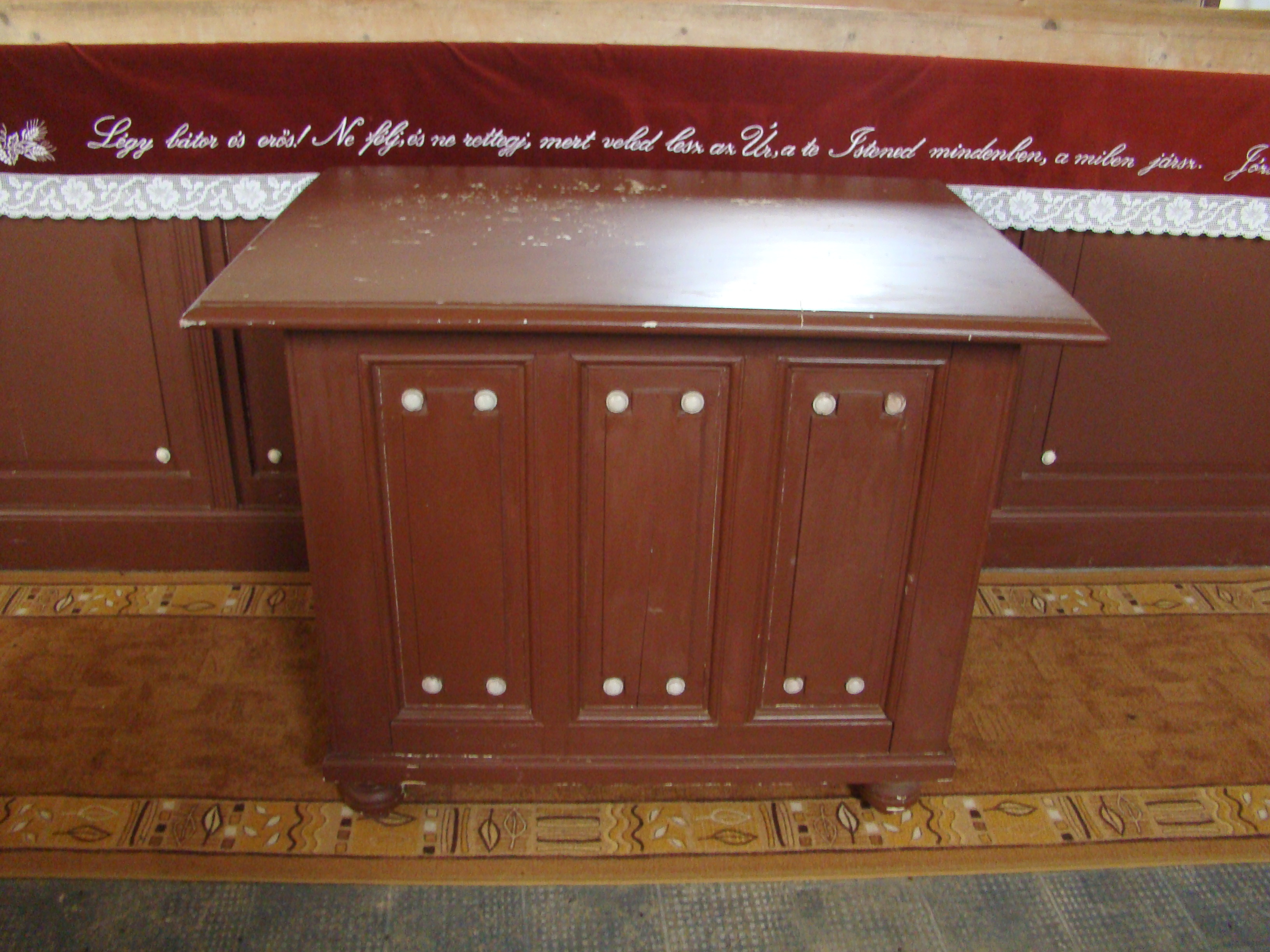
Masa Domnului
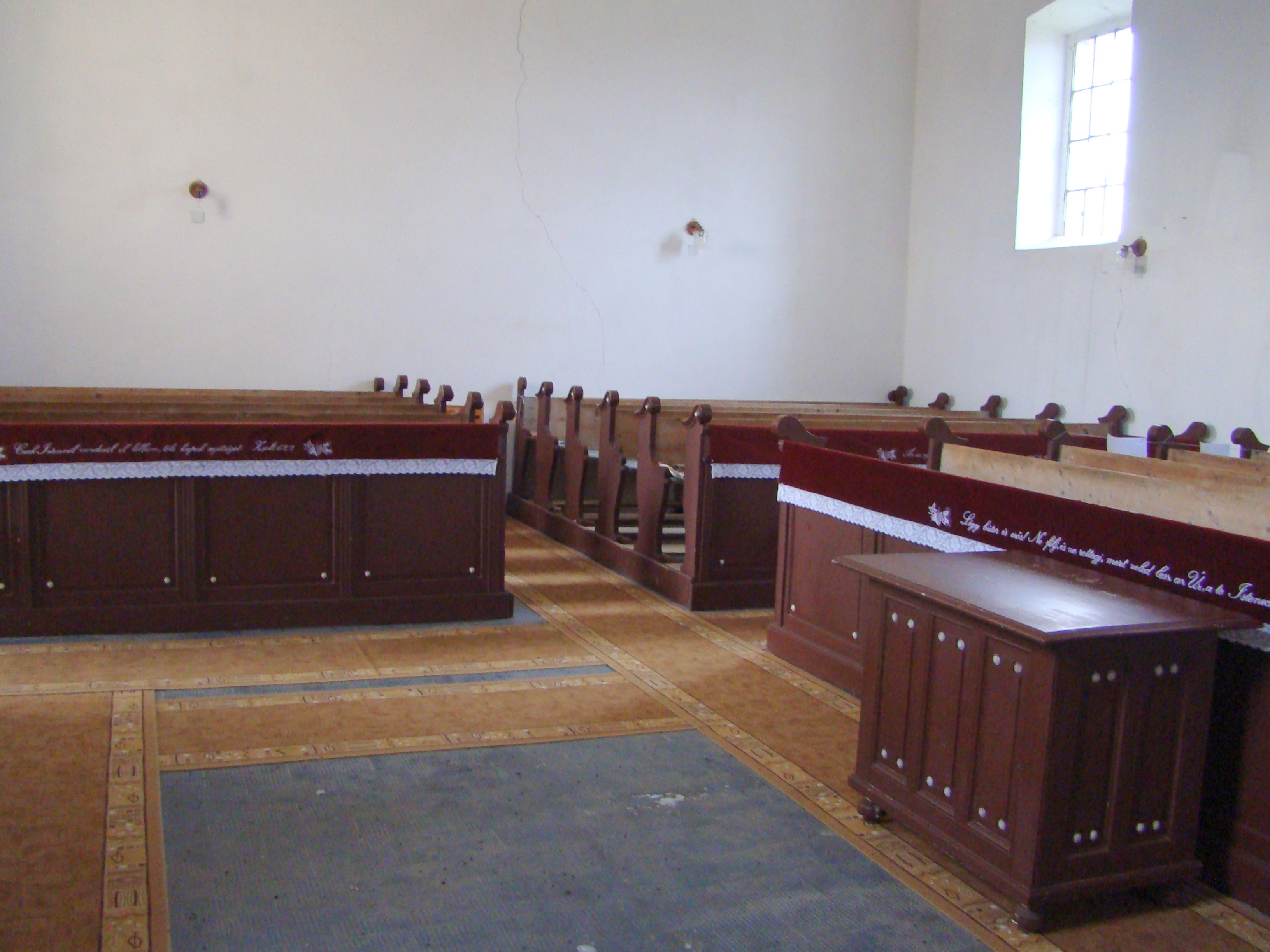
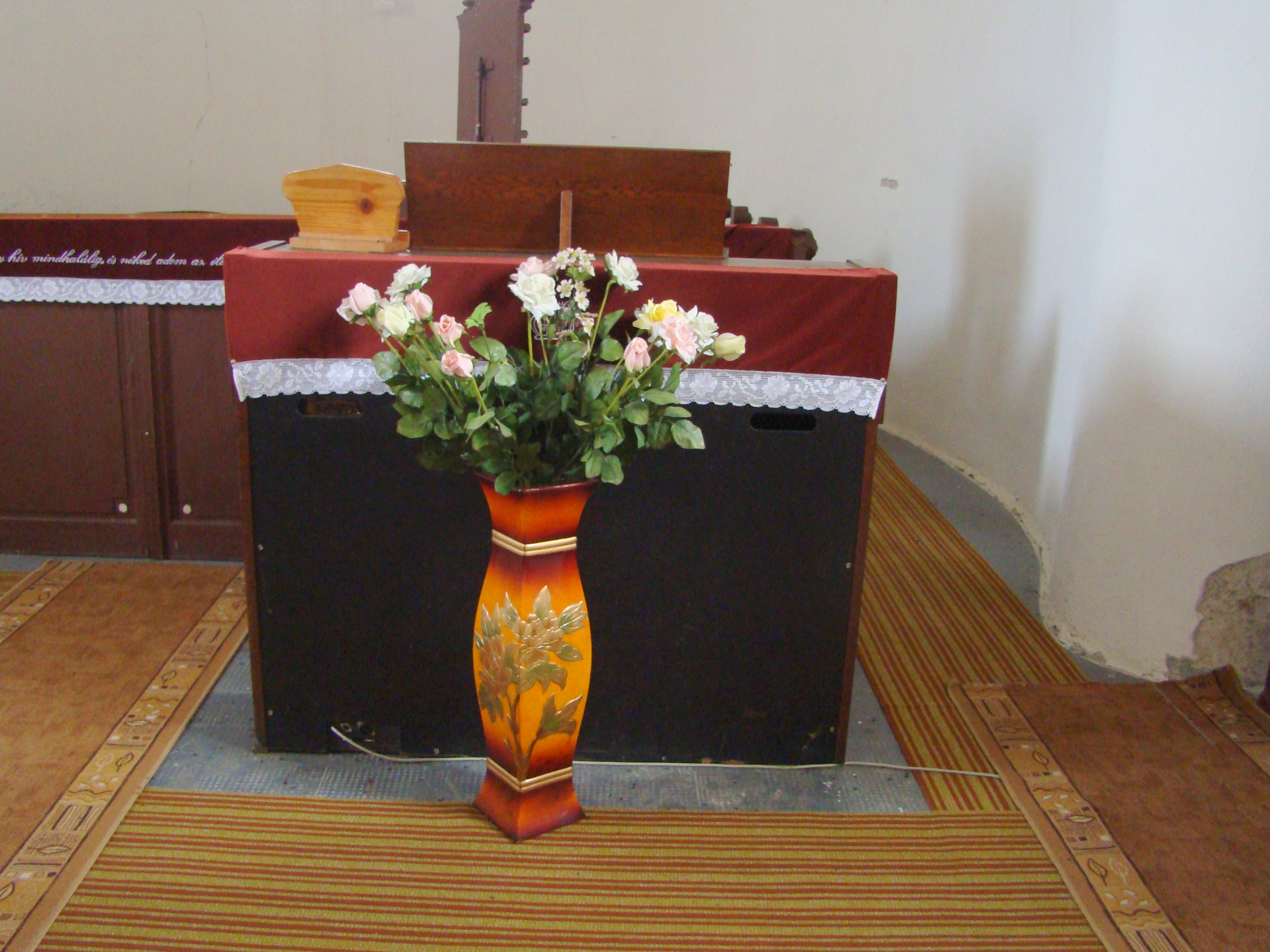
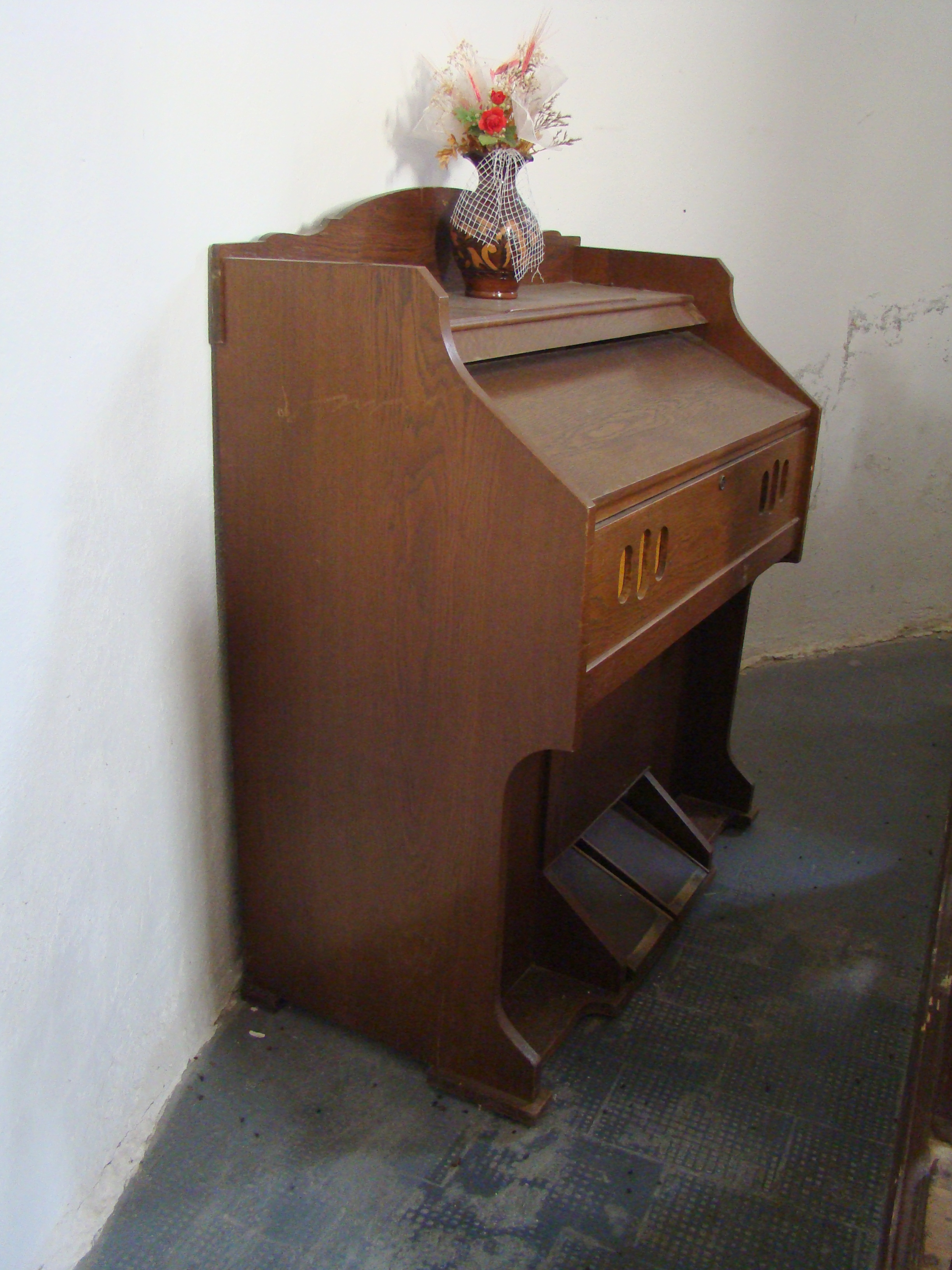
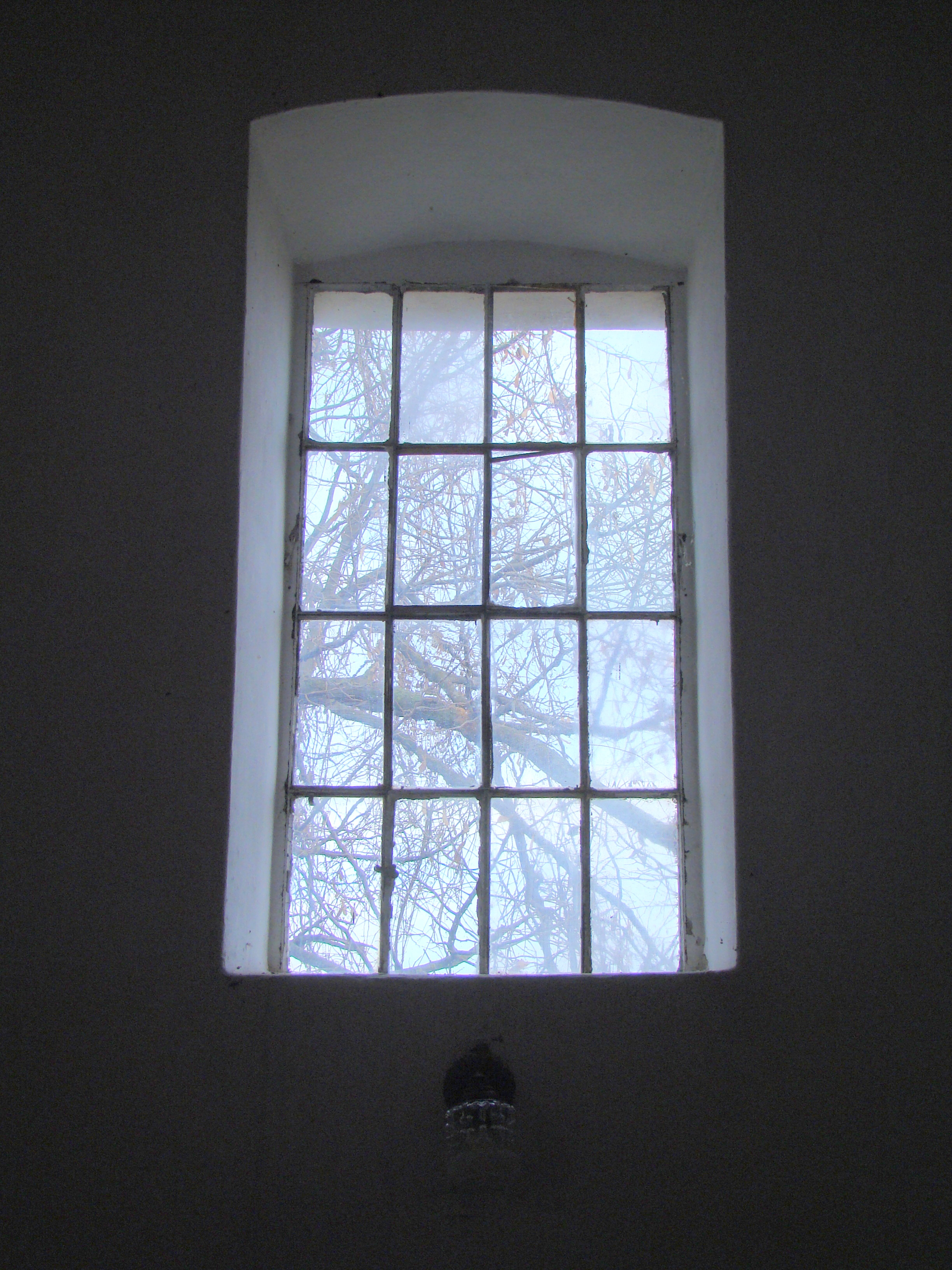
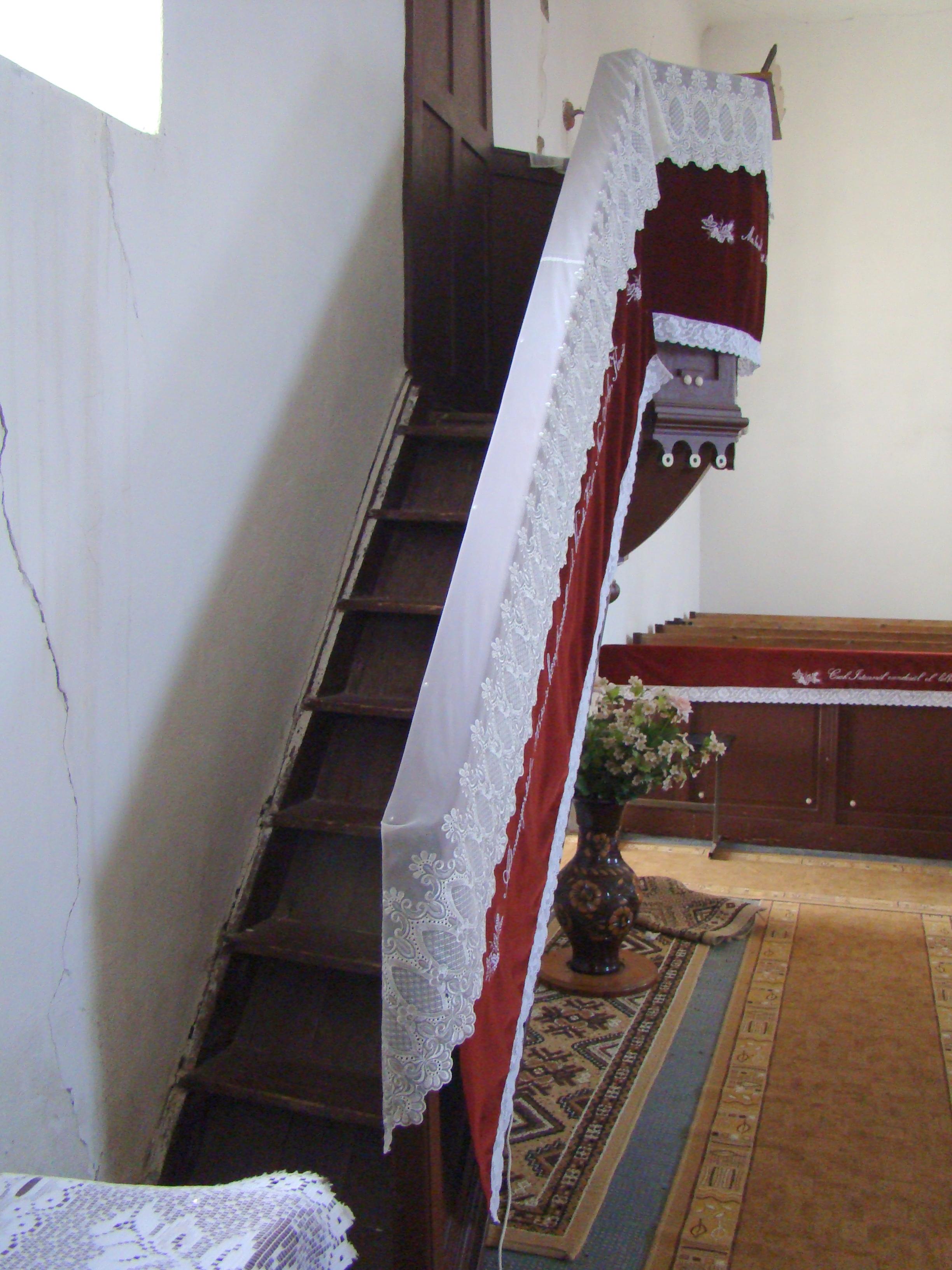
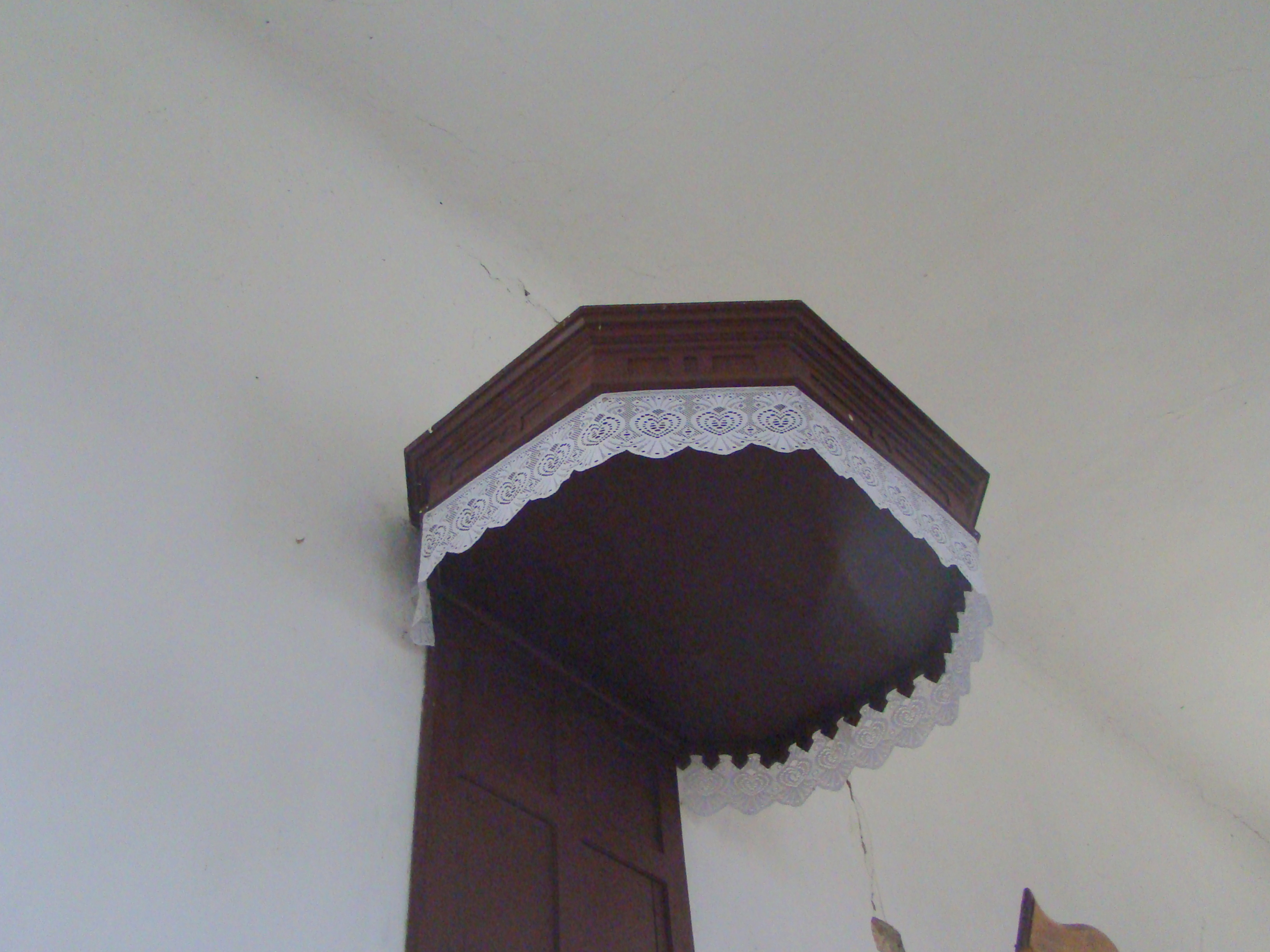
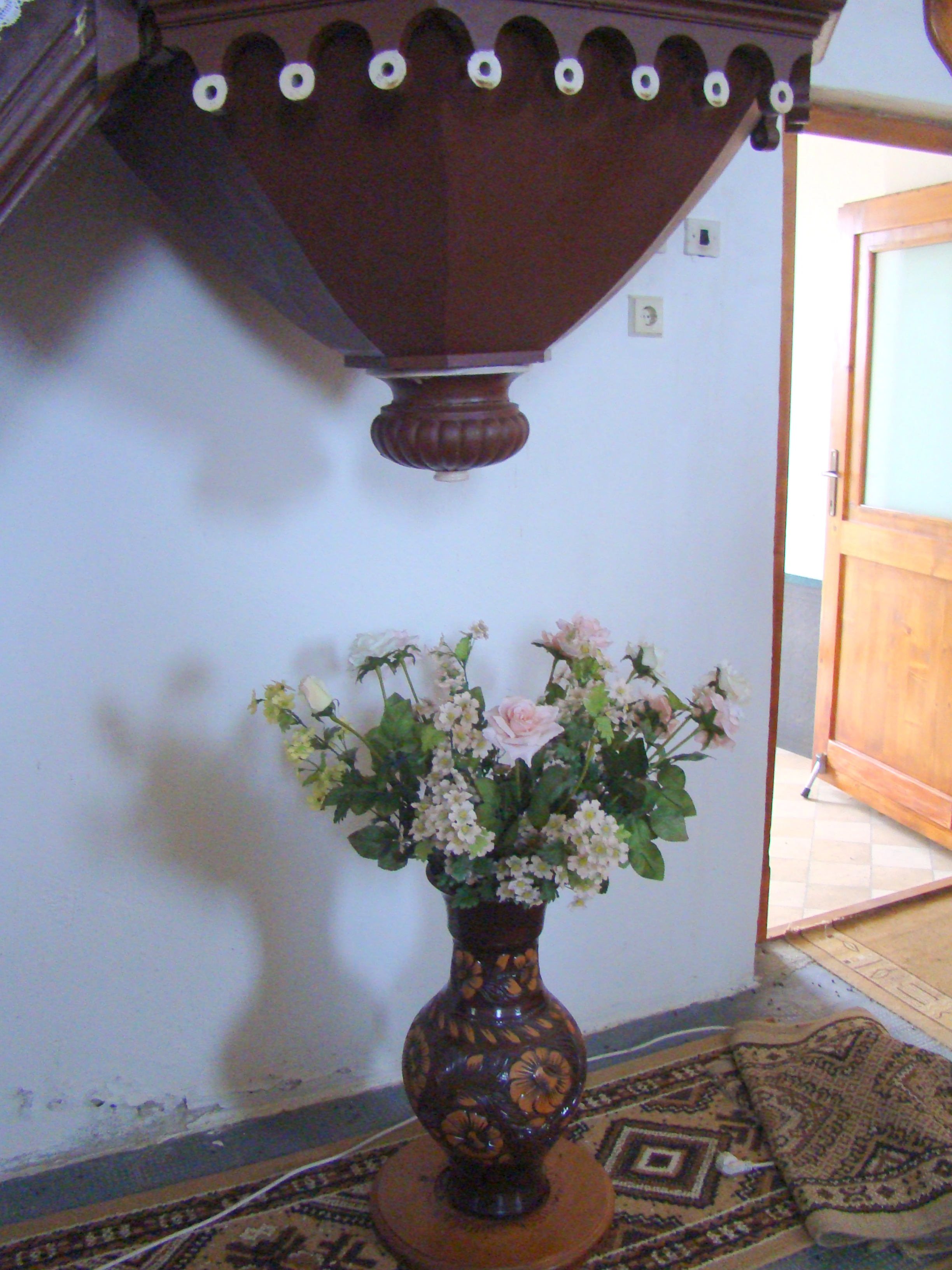
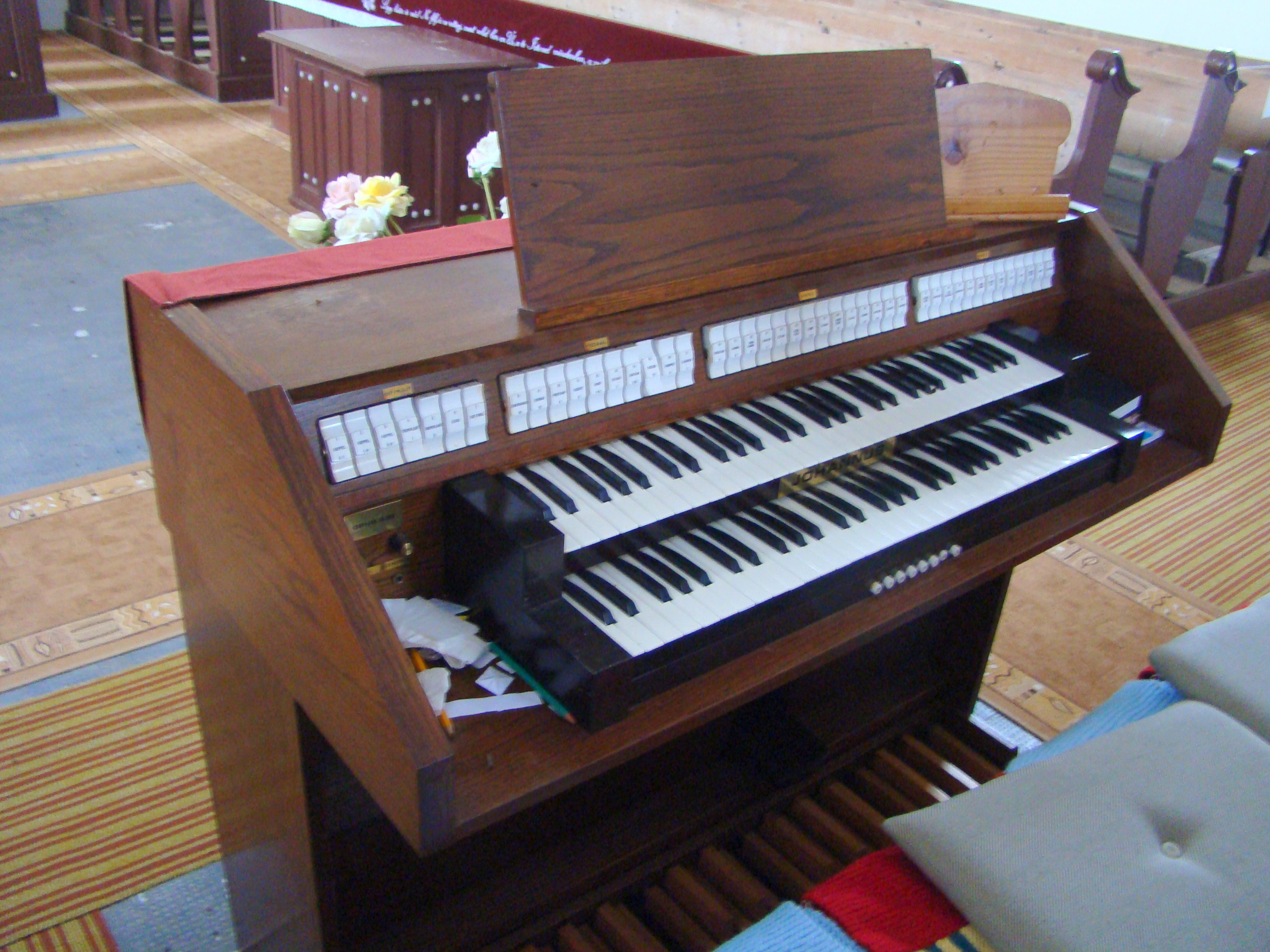
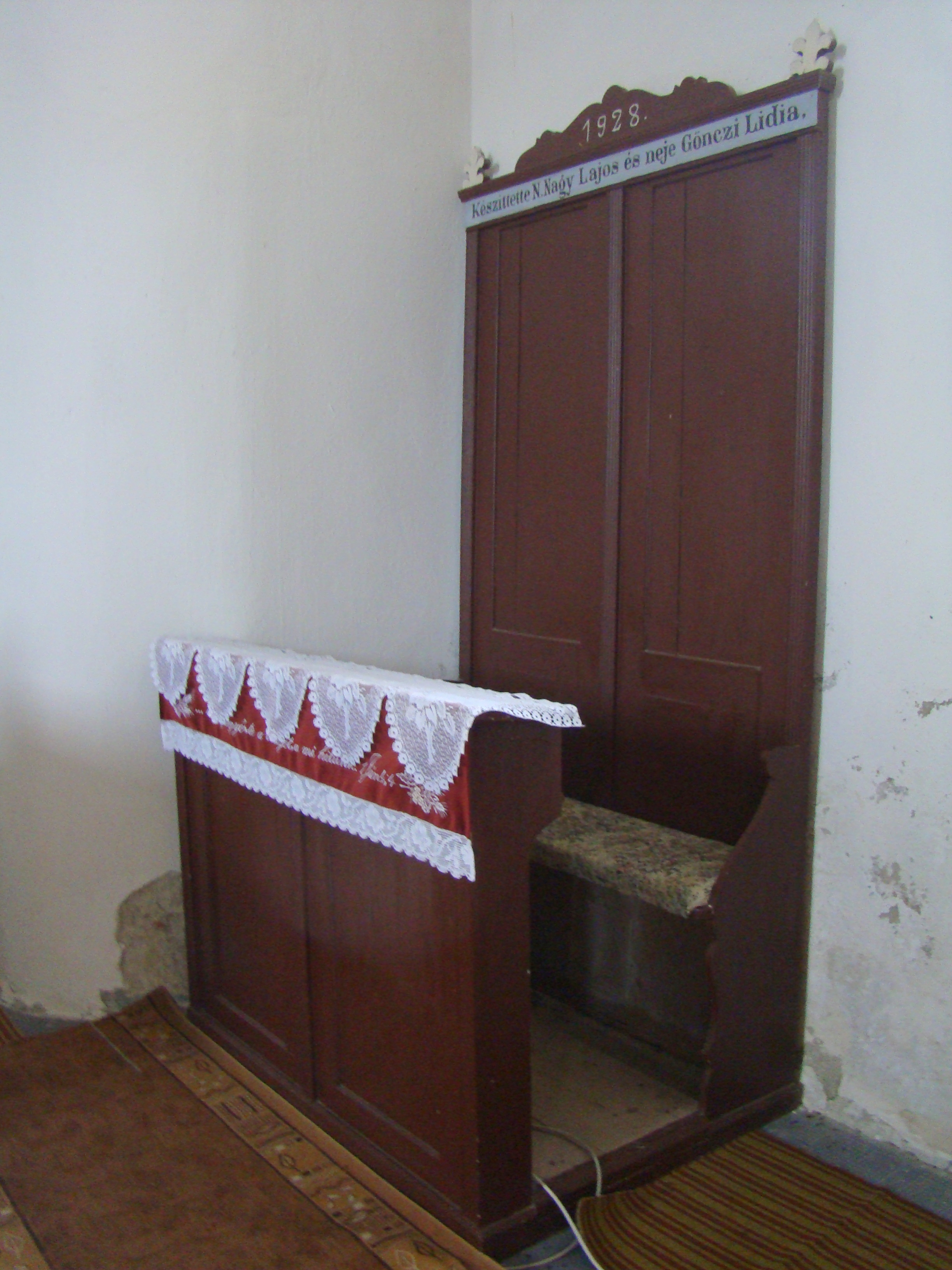
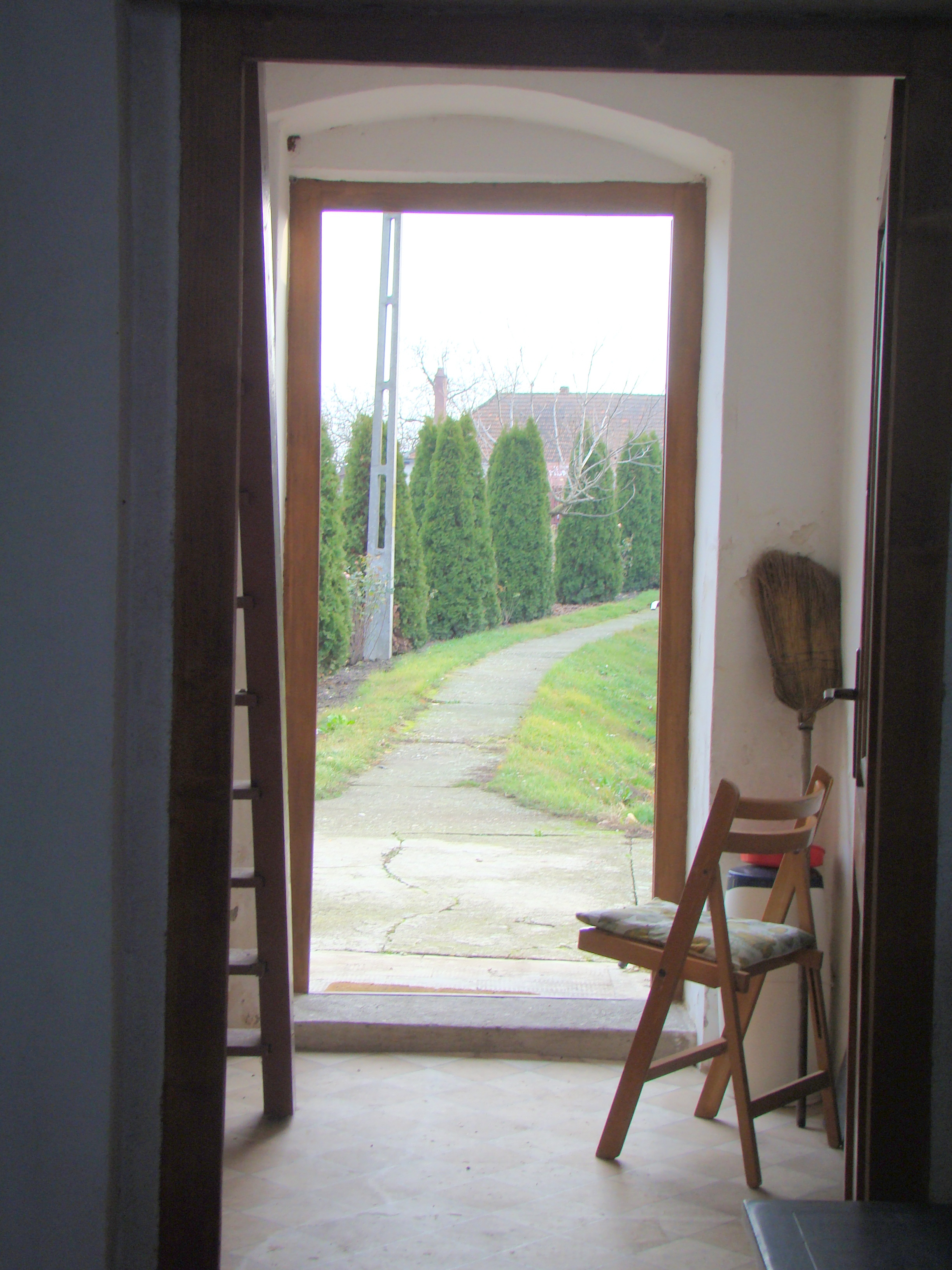